# Tompegunung
Tompegunung is een bestuurslaag in het regentschap Pati van de provincie Midden-Java, Indonesië. Tompegunung telt 3118 inwoners (volkstelling 2010).